# Torre Polar 2
La Torre Polar II es un edificio rascacielos ubicado en Plaza Venezuela, al este de Caracas, Venezuela. Es uno de los edificios más importantes de la ciudad, ya que es un ícono que se puede distinguir desde casi cualquier parte de la misma. 

## Historia

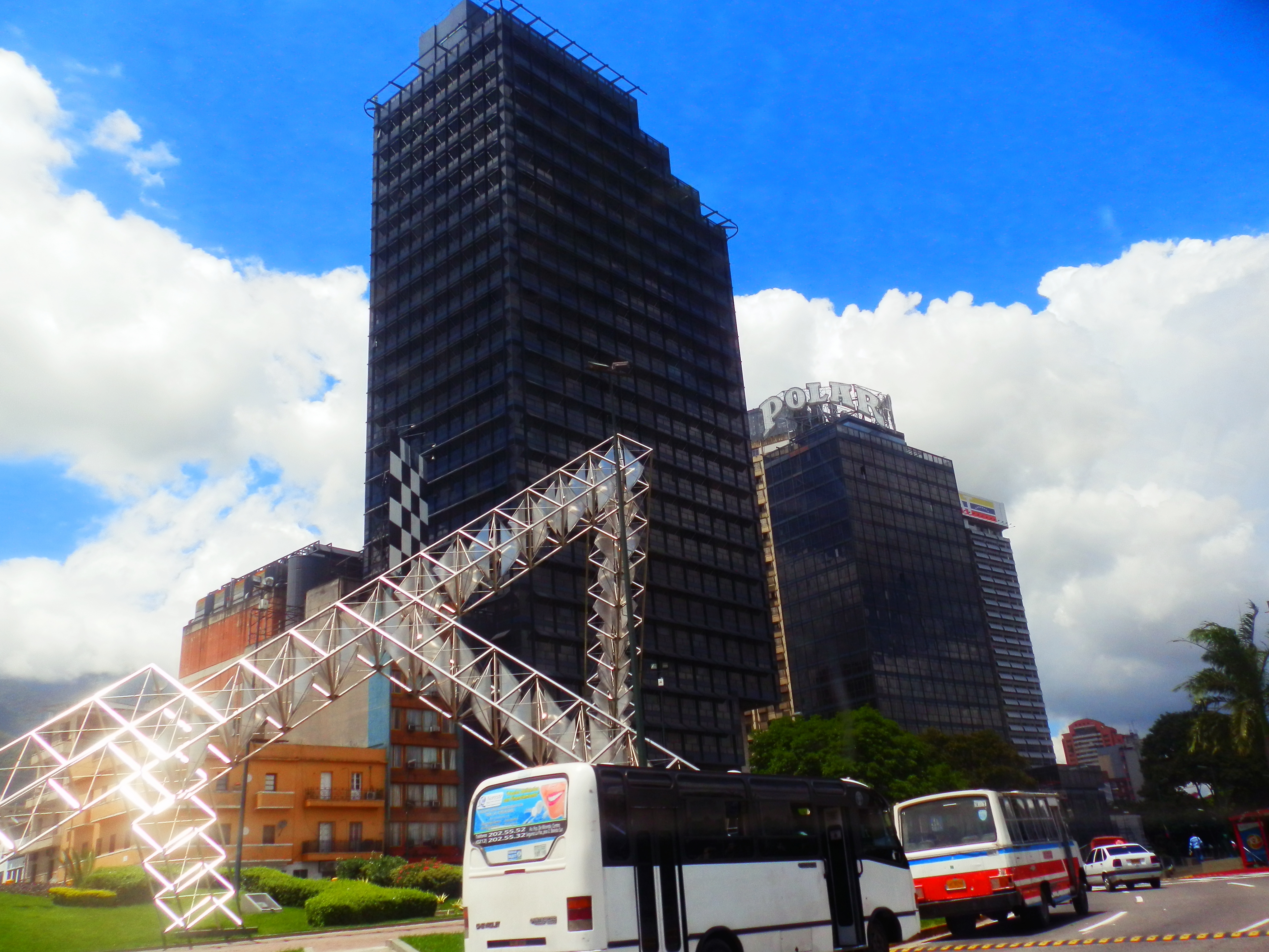
Torre Polar ll desde el Abra Solar

La construcción de la torre comenzó en 1994 y fue culminada en 1997, con un costo aproximado de 2500 millones de bolívares de la época, equivalentes a 2 500 000 Bs.F., y se encuentra ubicada al lado oeste de su hermana menor, la Torre Polar I.
Una de sus características principales fue que poseía en la parte superior una publicidad de la famosa marca Pepsi que, en 2010, tuvo que ser removida debido a que según el gobierno era un "símbolo del capitalismo". La excusa fue "que estaba oxidada", cuando la realidad es que estaba construida 100% en aluminio, precisamente para evitar la oxidación  y hacerla muy liviana. Cabe destacar que este aviso publicitario se colocó en 1999 y fue inaugurado precisamente el 4 de diciembre de ese mismo año. Fue el aviso de Pepsi más grande del mundo. Por ese motivo, también era conocida como Torre Pepsi.
Su estructura está conformada por 25 pisos, 121 m de altura y cuenta con plantas de 725 m², estacionamiento para 575 vehículos, un centro de convenciones para 400 personas y una vista panorámica desde la que se puede apreciar el parque Los Caobos y el Jardín botánico de Caracas.
Una parte del edificio fue utilizado para realizar las escenas de la telenovela Mi ex me tiene ganas de Venevisión.